# Фармер, Джорджи
Джорджи Фармер (англ. Georgie Bleu Farmer; род. 26 мая 2001, Лейтонстоун, Большой Лондон) — британский актёр, известен своими ролями в сериале на канале Disney Channel «Эвермор» (2014—2017, роль Джейк Кроссли) и в сериале от студии Netflix «Уэнздей» (2022-.., роль Аякс Петрополис).

## Ранние годы
Джорджи родился и вырос в Лейтонстоне, Восточный Лондон. У него есть трое старших братьев и сестер, его брат Гарри также актёр. Джорджи с восьми лет посещал субботние занятия в театральной школе «Stage One Theatre School», а также учился в театральной школе Сильвии Янг.

## Карьера
Джорджи начал свою карьеру в клипе на песню Джесси Джей «Who’s Laughing Now», играл в пьесе «Rest Upon the Wind» в ныне бессрочно закрытом театре «Tristan Bates» в Лондоне, также играл в театре «Unity» в Ливерпуле. В 2012 году снимался в сериале на детском канале CBBC «The Ministry of Curious Stuff». В 2013 году сыграл роль Тутса в постановке Королевского национального театра «Эмиль и сыщики».
В 2014 году Джорджи начал сниматься в британском сериале на канале Disney «Эвермор» в роли Джейка Кроссли, эту роль он сыграл в обоих сезонах шоу. В художественном кино Джорджи дебютировал в 2018 году с ролью второго плана в фильме Стивена Спилберга «Первому игроку приготовиться». В 2020 году Джорджи появился вместе со своим братом Гарри в короткометражном фильме «Of Wolves and Lambs» .
В 2022 года Фармер сыграл роль Аякса Петрополуса (студент-горгона Академии Невермор) в сериале Тима Бертона для сервиса Netflix «Уэнсдей».

## Фильмография
| Год          | Заголовок                     | Роль          | Примечания             |
| ------------ | ----------------------------- | ------------- | ---------------------- |
| 2012 год     | The Ministry of Curious Stuff |               | 13 серий               |
| 2014—2017    | Эвермор                       | Джейк Кроссли | Главная роль, сериал   |
| 2017 год     | Ill Behaviour                 | Геймер        | Мини-сериал; 2 серии   |
| 2018 год     | Первому игроку приготовиться  | Kid           | фильм                  |
| 2018 год     | Маугли: Легенда джунглей      | Волк          | Голосовая роль, фильм  |
| 2019 год     | Врачи                         | Макс Морган   | Эпизод: Belly          |
| 2019 год     | Тредстоун                     | Гейб Беккер   | 2 серии                |
| 2020 год     | Of Wolves and Lambs           | Брат          | Короткометражный фильм |
| 2022 — н. в. | Уэнздей                       | Аякс ПУэнздей | Главная роль, сериал   |